# Израелска лабуристичка партија
Израелска лабуристичка партија (хебр. מפלגת העבודה הישראלית) (Радничка странка Израела, Лабуристичка партија), у Израелу позната под именом ХаАвода (хебр. עבודה) је политичка партија левог центра из Израела. По својој политици је социјалдемократска и ционистичка партија, чланица Социјалистичке интернационале и посматрач у Партији европских социјалиста. Од 1999. до 2008, Израелска лабуристичка партија је била у савезу са малом левичарском религиозном ционистичком партијом Меимад, у изборном споразуму по коме Меимад добија десетину освојених места у парламенту.
Лидер странке је Исак Херцог.

## Историја
ХаАвода је основана 1968. као изборна алијанса окупљена око странке Мапаи (Странка радника Израела), која је била главна партија социјалистичког ционизма. Међу својим редовима Мапаи а потом ХаАвода су имале главне израелске политичаре и лидере: Давид Бен Гурион, Моше Дајан, Голда Меир, Шимон Перес, Јицак Рабин и Ехуд Барак.
Странка се залаже за мировно решење јеврејско-палестинског питања и заједно са Кадимом чини политички блок који је умеренији и отворенији за дијалог. Странка је у опозицији и губила је бирачко тело од 1992.